# Грант, Кэтрин, 12-я графиня Дайсарт
Кэ́трин Гра́нт из Ротимурчуса, 12-я графи́ня Дайса́рт (англ. Katherine Grant of Rothiemurchus, 12th Countess of Dysart; 1 июня 1918 — 8 ноября 2011) — британская аристократка и пэр, 12-я графиня Дайсарт (2003—2011).

## Биография
Кэтрин Грант (урож. Гривз) родилась 1 июня 1918 года в семье майора Оуэна Эдварда Уайтхеда Гривза и его супруги Винифреде Скотт, ставшей в 1935 году графиней Дайсарт. Хотя Кэтрин родилась в Уэльсе, большую часть детства и юности, она провела в Шотландии.
После окончания Второй мировой войны, леди Кэтрин и её супруг занимались поместьем Ротимурчус, которое принадлежало её мужу. Благодаря развитию поместья, уникальная природа и ландшафт были сохранены и поместье стало привлекать к себе туристов разными видами отдыха, включая кемпинг и спортивную рыбалку. 
В 2003 году после смерти старшей сестры унаследовала её титул и стала носить титул графини Дайсарт. 
Скончалась 8 ноября 2011 года, в возрасте 93 лет, её титул унаследовал сын Джон.

## Семья
В 1941 году, Кэтрин вышла замуж за подполковника Джона Питера Гранта-младшего из Ротимурчуса, в браке с которым у неё было двое детей:
- Леди Джейн Маргарет Грант (род. 2 февраля 1943), вышла замуж за Эндрю Роберта Фауэлла-Бакстона;
- Джон Грант (род. 22 октября 1946), 13-й граф Дайсарт (с 2011 года).